# Evangelische Kirche (Weitershausen)

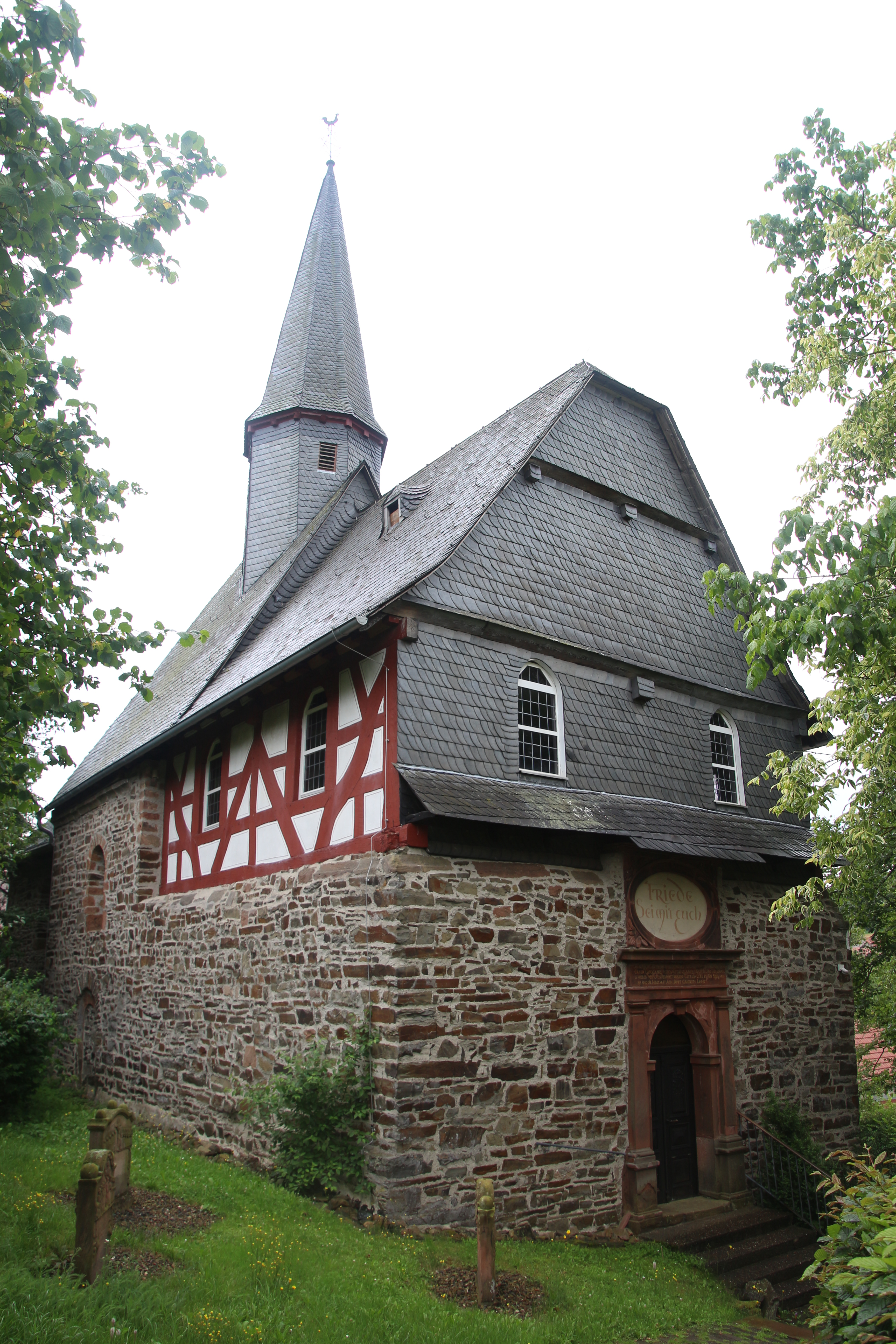
Evangelische Kirche in Weitershausen

Die Evangelische Kirche Weitershausen ist ein denkmalgeschütztes Kirchengebäude, das in Weitershausen steht, einem Stadtteil von Gladenbach im Landkreis Marburg-Biedenkopf in Hessen. Sie gehört zur Kirchengemeinde Weitershausen-Dilschhausen im Kirchspiel Elnhausen-Weitershausen im Kooperationsraum Nord im Kirchenkreis Marburg der Evangelischen Kirche von Kurhessen-Waldeck.

## Beschreibung
Die spätromanische Saalkirche aus Bruchsteinen mit zwei Jochen des Kirchenschiffs und einem schmaleren Chor auf quadratischem Grundriss wurde im 13. Jahrhundert gebaut. Bei Erneuerungs- und Umbauarbeiten 1700 wurde die obere Hälfte des Westteils des Kirchenschiffs mit Holzfachwerk aufgestockt. Aus dem Satteldach des Ostteils des Kirchenschiffs erhebt sich ein achteckiger Dachreiter, der mit einem spitzen Helm bedeckt ist. Die Südwand des Kirchenschiffs wird von einem Strebepfeiler gestützt. Das daneben liegende Portal ist vermauert. Das Portal in der Südwand des Chors wird von einem Dreipassbogen gerahmt. Im Westen wurde 1700 ein frühbarockes Portal eingebaut. 
Die Gewölbe im Chor wurden am Anfang des 16. Jahrhunderts durch eine Flachdecke ersetzt, die von einer Fachwerkkonstruktion gestützt wird. Im Kirchenschiff wurde das Kreuzgratgewölbe 1700 durch eine Flachdecke ersetzt. Der Zugang zu den Emporen, deren Brüstungen bemalt sind, erfolgt über eine steinerne Wendeltreppe. Die Kanzel ist zur Orientierung für den die Predigt Haltenden mit einer Sanduhr ausgestattet. 
Die Orgel mit sechs Registern, einem Manual und Pedal wurde 1910 von der Adam Eifert Nachfolger gebaut.